# خوسيه ماريا ماركوس
خوسيه ماريا ماركوس (12 يونيو 1970 بساو باولو في البرازيل - ) هو لاعب كرة قدم برازيلي في مركز الوسط. لعب مع نادي سيارا وFC KAMAZ Naberezhnye Chelny ‏.